# Salix medwedewii
Espèce
Classification APG III (2009)
Salix medwedewii est une espèce de plantes à fleurs de la famille des Salicaceae. C'est un saule  originaire du Caucase et de Turquie.

## Synonymie
- Salix triandra L.

## Description
Salix medwedewii se présente comme un arbuste atteignant de 3 à 6 mètres de haut. Son allure rappelle celle des bambous. 
Les feuilles vert foncé sont simples et alternes. Elles sont lancéolées et pétiolées avec un bord entier.
La floraison a lieu de mars à avril.

## Répartition
L'espèce est originaire du Caucase et de Turquie.